# سیارک ۱۷۸۲۶۳
سیارک ۱۷۸۲۶۳ (به انگلیسی: 178263 Wienphilo، نامگذاری:2007WV55) صد و هفتاد و هشت هزار و دویست و شصت و سومین سیارک کشف شده‌است که در ۲۹ نوامبر ۲۰۰۷ کشف شد.